# مرحلة المجموعات في دوري أبطال أوروبا 2002–03
جرت مباريات مرحلة المجموعات في دوري أبطال أوروبا 2002–03 في الفترة ما بين 17 سبتمبر و13 نوفمبر 2002. أجريت قرعة مرحلة المجموعات في 29 أغسطس 2002 في موناكو.
شهدت مرحلة المجموعات مشاركة 16 متأهل مباشر و16 فائز من الجولة التأهيلية الثالثة. وضع كل فريق في واحدة من المجموعات الثمانية لكنه تجنب ملاقاة فرق من بلده. لعبت جميع الفرق الأربعة في المجموعات مباريات ذهاب وإياب ضد بعضها البعض لتحديد الفائز والوصيف في المجموعة.
في ختام مرحلة المجموعات، صعد أفضل فريقين في كل مجموعة للعب في مرحلة المجموعات الثانية، في حين نزلت الفرق التي احتلت المركز الثالث إلى كأس الاتحاد الأوروبي.

## هيكلية التصنيف
تم تحديد التصنيف عن طريق معامل اليويفا. تمت مزاوجة الأندية التي من نفس الاتحاد لتقسيم الجولات بين الثلاثاء والأربعاء. الأندية التي لديها نفس الحروف الزوجية ستلعب في أيام مختلفة، لضمان عدم لعب الفرق التي من نفس المدينة (مثل ميلان وإنتر ميلان، الذين يتشاركان في الملعب) في نفس اليوم.
| الوعاء 1        | الوعاء 1 |
| فريق            | معامل.   |
| --------------- | -------- |
| ريال مدريد      | 147.223  |
| بايرن ميونخ     | 133.495  |
| برشلونة         | 116.233  |
| مانشستر يونايتد | 111.899  |
| فالنسيا         | 106.233  |
| يوفنتوس         | 91.334   |
| آرسنال          | 90.729   |
| إنتر ميلان      | 88.334   |

| الوعاء 2            | الوعاء 2 |
| فريق                | معامل.   |
| ------------------- | -------- |
| ديبورتيفو لاكورونيا | 82.233   |
| باير ليفركوزن       | 81.495   |
| نادي ليفربول        | 79.729   |
| غلطة سراي           | 78.362   |
| روما                | 77.334   |
| ليون                | 74.176   |
| بوروسيا دورتموند    | 73.495   |
| فاينورد             | 70.082   |

| الوعاء 3          | الوعاء 3 |
| فريق              | معامل.   |
| ----------------- | -------- |
| ميلان             | 69.334   |
| بي إس في آيندهوفن | 63.082   |
| دينامو كييف       | 59.979   |
| سبارتاك موسكو     | 59.645   |
| لوكوموتيف موسكو   | 57.645   |
| أولمبياكوس        | 55.058   |
| أيك أثينا         | 52.058   |
| أياكس             | 48.082   |

| Pot 4           | Pot 4  |
| فريق            | معامل. |
| --------------- | ------ |
| روزنبورغ        | 47.737 |
| لانس            | 44.176 |
| نيوكاسل يونايتد | 43.729 |
| كلوب بروج       | 41.762 |
| أوكسير          | 32.176 |
| جينك            | 21.762 |
| مكابي حيفا      | 18.666 |
| بازل            | 14.312 |

## معايير كسر التعادل
اسنتادًا إلى المادة 7.06 في لوائح اليويفا، إذا كان فريقين أو أكثر متساوين في النقاط عند لانتهاء من مباريات المجموعة، سيتم تطبيق المعايير التالية لتحديد الترتيب:
1. أعلى عدد من النقاط التي تم الحصول عليها في مباريات المجموعة بين الفرق المعنية؛
2. أفضل فارق أهداف من مباريات المجموعة الملعوبة بين الفرق المعنية؛
3. أعلى عدد من الأهداف المسجلة خارج الديار في مباريات المجموعة الملعوبة بين الفرق المعنية؛
4. أفضل فارق أهداف من جميع المباريات الملعوبة في المجموعة؛
5. أعلى عدد من الأهداف المسجلة؛
6. أعلى عدد نقاط معامل تراكمت لدى النادي المعني، فضلًا عن اتحاده، خلال المواسم الخمسة السابقة.

## المجموعات
| مفاتيح الألوان في جداول المجموعات                             |
| ------------------------------------------------------------- |
| تقدم صاحبا المركزين الأول والثاني إلى مرحلة المجموعات الثانية |
| يدخل صاحب المركز الثالث كأس الاتحاد الأوروبي                  |
| صاحب المركز الرابع مُقصى من المنافسات الأوروبية                |

جميع الأوقات حسب ت و أ/ت و أ ص

### المجموعة أ
| فريق              | لعب | ف | ت | خ | له | عليه | ف.أ | نقاط |
| ----------------- | --- | - | - | - | -- | ---- | --- | ---- |
| آرسنال            | 6   | 3 | 1 | 2 | 9  | 4    | +5  | 10   |
| بوروسيا دورتموند  | 6   | 3 | 1 | 2 | 8  | 7    | +1  | 10   |
| أوكسير            | 6   | 2 | 1 | 3 | 4  | 7    | −3  | 7    |
| بي إس في آيندهوفن | 6   | 1 | 3 | 2 | 5  | 8    | −3  | 6    |

| أوكسير | 0–0   | بي إس في آيندهوفن |
| ------ | ----- | ----------------- |
|        | تقرير |                   |

| آرسنال                     | 2–0   | بوروسيا دورتموند |
| -------------------------- | ----- | ---------------- |
| بيركامب 62' · ليونغبرغ 77' | تقرير |                  |

| بوروسيا دورتموند      | 2–1   | أوكسير     |
| --------------------- | ----- | ---------- |
| كولر 6' · أموروسو 78' | تقرير | بنجاني 83' |

| بي إس في آيندهوفن | 0–4   | آرسنال                                            |
| ----------------- | ----- | ------------------------------------------------- |
|                   | تقرير | جيلبرتو سيلفا 1' · ليونغبرغ 66' · هنري 81'، 90+2' |

| بي إس في آيندهوفن | 1–3   | بوروسيا دورتموند                        |
| ----------------- | ----- | --------------------------------------- |
| فان دير سخاف 74'  | تقرير | كولر 21' · روزيتسكي 69' · أموروسو 90+2' |

| أوكسير | 0–1   | آرسنال            |
| ------ | ----- | ----------------- |
|        | تقرير | جيلبرتو سيلفا 48' |

| بوروسيا دورتموند | 1–1   | بي إس في آيندهوفن |
| ---------------- | ----- | ----------------- |
| كولر 10'         | تقرير | بروغينك 47'       |

| آرسنال   | 1–2   | أوكسير               |
| -------- | ----- | -------------------- |
| كانو 53' | تقرير | كابو 8' · فاديغا 27' |

| بي إس في آيندهوفن                    | 3–0   | أوكسير |
| ------------------------------------ | ----- | ------ |
| بروغينك 34' · روميدال 48' · روبن 64' | تقرير |        |

| بوروسيا دورتموند          | 2–1   | آرسنال   |
| ------------------------- | ----- | -------- |
| روزيتسكي 38'، 62' (ركلة.) | تقرير | هنري 18' |

| أوكسير     | 1–0   | بوروسيا دورتموند |
| ---------- | ----- | ---------------- |
| بنجاني 76' | تقرير |                  |

| آرسنال | 0–0   | بي إس في آيندهوفن |
| ------ | ----- | ----------------- |
|        | تقرير |                   |

### المجموعة ب
| فريق          | لعب | ف | ت | خ | له | عليه | ف.أ | نقاط |
| ------------- | --- | - | - | - | -- | ---- | --- | ---- |
| فالنسيا       | 6   | 5 | 1 | 0 | 17 | 4    | +13 | 16   |
| بازل          | 6   | 2 | 3 | 1 | 12 | 12   | +0  | 9    |
| ليفربول       | 6   | 2 | 2 | 2 | 12 | 8    | +4  | 8    |
| سبارتاك موسكو | 6   | 0 | 0 | 6 | 1  | 18   | −17 | 0    |

| فالنسيا                | 2–0   | ليفربول |
| ---------------------- | ----- | ------- |
| أيمار 20' · باراخا 38' | تقرير |         |

| بازل                    | 2–0   | سبارتاك موسكو |
| ----------------------- | ----- | ------------- |
| ه. ياكين 50' · روسي 55' | تقرير |               |

| سبارتاك موسكو | 0–3   | فالنسيا                                 |
| ------------- | ----- | --------------------------------------- |
|               | تقرير | أنغولو 6' · ميستا 71' · خوان سانشيز 85' |

| ليفربول   | 1–1   | بازل     |
| --------- | ----- | -------- |
| باروش 34' | تقرير | روسي 43' |

| ليفربول                                          | 5–0   | سبارتاك موسكو |
| ------------------------------------------------ | ----- | ------------- |
| هيسكي 7'، 89' · تشيرو 15' · هيبيا 28' · دياو 81' | تقرير |               |

| فالنسيا                                                          | 6–2   | بازل                    |
| ---------------------------------------------------------------- | ----- | ----------------------- |
| كارو 10'، 13' · أوريليو 17' · باراخا 28' · أيمار 58' · ميستا 60' | تقرير | روسي 46' · ه. ياكين 90' |

| سبارتاك موسكو  | 1–3   | ليفربول              |
| -------------- | ----- | -------------------- |
| دانيشيفسكي 23' | تقرير | أوين 29'، 70'، 90+1' |

| بازل            | 2–2   | فالنسيا                     |
| --------------- | ----- | --------------------------- |
| إرغيتش 32'، 90' | تقرير | باراخا 36' · كورو توريس 72' |

| ليفربول | 0–1   | فالنسيا    |
| ------- | ----- | ---------- |
|         | تقرير | روفيتي 34' |

| سبارتاك موسكو | 0–2   | بازل                   |
| ------------- | ----- | ---------------------- |
|               | تقرير | روسي 18' · خيمينيز 89' |

| فالنسيا                            | 3–0   | سبارتاك موسكو |
| ---------------------------------- | ----- | ------------- |
| خوان سانشيز 38'، 46' · أوريليو 78' | تقرير |               |

| بازل                              | 3–3   | ليفربول                           |
| --------------------------------- | ----- | --------------------------------- |
| روسي 2' · خيمينيز 22' · أتوبا 29' | تقرير | ميرفي 61' · شميتسر 64' · أوين 85' |

### المجموعة ج
| فريق       | لعب | ف | ت | خ | له | عليه | ف.أ | نقاط |
| ---------- | --- | - | - | - | -- | ---- | --- | ---- |
| ريال مدريد | 6   | 2 | 3 | 1 | 15 | 7    | +8  | 9    |
| روما       | 6   | 2 | 3 | 1 | 3  | 4    | −1  | 9    |
| أيك أثينا  | 6   | 0 | 6 | 0 | 7  | 7    | 0   | 6    |
| جينك       | 6   | 0 | 4 | 2 | 2  | 9    | −7  | 4    |

| جينك | 0–0   | أيك أثينا |
| ---- | ----- | --------- |
|      | تقرير |           |

| روما | 0–3   | ريال مدريد                |
| ---- | ----- | ------------------------- |
|      | تقرير | غوتي 41'، 74' · راؤول 56' |

| ريال مدريد                                                                        | 6–0   | جينك |
| --------------------------------------------------------------------------------- | ----- | ---- |
| زوكورا 44' (ه.ذ.) · سالغادو 45+1' · فيوغ 55' · غوتي 64' · سيلاديس 74' · راؤول 76' | تقرير |      |

| أيك أثينا | 0–0   | روما |
| --------- | ----- | ---- |
|           | تقرير |      |

| أيك أثينا                                    | 3–3   | ريال مدريد                |
| -------------------------------------------- | ----- | ------------------------- |
| تسيارتاس 6' · مالادينيس 25' · نيكولايديس 28' | تقرير | زيدان 15'، 39' · غوتي 60' |

| جينك | 0–1   | روما       |
| ---- | ----- | ---------- |
|      | تقرير | كاسانو 81' |

| ريال مدريد          | 2–2   | أيك أثينا                    |
| ------------------- | ----- | ---------------------------- |
| ماكمانامان 24'، 43' | تقرير | كاتسورانيس 74' · سينتينو 86' |

| روما | 0–0   | جينك |
| ---- | ----- | ---- |
|      | تقرير |      |

| أيك أثينا | 1–1   | جينك     |
| --------- | ----- | -------- |
| لاكيس 30' | تقرير | سونك 22' |

| ريال مدريد | 0–1   | روما     |
| ---------- | ----- | -------- |
|            | تقرير | توتي 27' |

| جينك     | 1–1   | ريال مدريد |
| -------- | ----- | ---------- |
| سونك 86' | تقرير | توتي 21'   |

| روما         | 1–1   | أيك أثينا   |
| ------------ | ----- | ----------- |
| ديلفيكيو 40' | تقرير | سينتينو 90' |

### المجموعة د
| فريق       | لعب | ف | ت | خ | له | عليه | ف.أ | نقاط |
| ---------- | --- | - | - | - | -- | ---- | --- | ---- |
| إنتر ميلان | 6   | 3 | 2 | 1 | 12 | 8    | +4  | 11   |
| أياكس      | 6   | 2 | 2 | 2 | 6  | 5    | +1  | 8    |
| ليون       | 6   | 2 | 2 | 2 | 12 | 9    | +3  | 8    |
| روزنبورغ   | 6   | 0 | 4 | 2 | 4  | 12   | −8  | 4    |

| روزنبورغ         | 2–2   | إنتر ميلان           |
| ---------------- | ----- | -------------------- |
| Karadas 52'، 65' | تقرير | هرنان كرسبو 33'، 79' |

| أياكس                        | 2–1   | ليون             |
| ---------------------------- | ----- | ---------------- |
| زلاتان إبراهيموفيتش 11'، 34' | تقرير | سوني أندرسون 84' |

| ليون                                                                         | 5–0   | روزنبورغ |
| ---------------------------------------------------------------------------- | ----- | -------- |
| إريك كارير 6' · توني فيريل 26'، 45' · سوني أندرسون 34' · بيغوي لوييندولا 75' | تقرير |          |

| إنتر ميلان      | 1–0   | أياكس |
| --------------- | ----- | ----- |
| هرنان كرسبو 75' | تقرير |       |

| إنتر ميلان         | 1–2   | ليون                              |
| ------------------ | ----- | --------------------------------- |
| فابيو كانافارو 73' | تقرير | سيدني غوفو 21' · سوني أندرسون 60' |

| روزنبورغ | 0–0   | أياكس |
| -------- | ----- | ----- |
|          | تقرير |       |

| ليون                                   | 3–3   | إنتر ميلان                                       |
| -------------------------------------- | ----- | ------------------------------------------------ |
| سوني أندرسون 21'، 75' · إريك كارير 44' | تقرير | كلاوديو كاسابا 31' (ه.ذ.) · هرنان كرسبو 56'، 66' |

| أياكس                   | 1–1   | روزنبورغ           |
| ----------------------- | ----- | ------------------ |
| زلاتان إبراهيموفيتش 41' | تقرير | Enerly 85' (ركلة.) |

| إنتر ميلان                                                  | 3–0   | روزنبورغ |
| ----------------------------------------------------------- | ----- | -------- |
| ألفارو ريكوبا 31' · يان سآرينن 52' (ه.ذ.) · هرنان كرسبو 72' | تقرير |          |

| ليون | 0–2   | أياكس                                      |
| ---- | ----- | ------------------------------------------ |
|      | تقرير | ستيفن بينار 7' · رافاييل فان در فارت 90+3' |

| روزنبورغ           | 1–1   | ليون           |
| ------------------ | ----- | -------------- |
| هارالد براتباك 69' | تقرير | سيدني غوفو 84' |

| أياكس                     | 1–2   | إنتر ميلان           |
| ------------------------- | ----- | -------------------- |
| رافاييل فان در فارت 90+4' | تقرير | هرنان كرسبو 50'، 52' |

### المجموعة ر
| فريق            | لعب | ف | ت | خ | له | عليه | ف.أ | نقاط |
| --------------- | --- | - | - | - | -- | ---- | --- | ---- |
| يوفنتوس         | 6   | 4 | 1 | 1 | 12 | 3    | +9  | 13   |
| نيوكاسل يونايتد | 6   | 3 | 0 | 3 | 6  | 8    | −2  | 9    |
| دينامو كييف     | 6   | 2 | 1 | 3 | 6  | 9    | −3  | 7    |
| فاينورد         | 6   | 1 | 2 | 3 | 4  | 8    | −4  | 5    |

| فاينورد              | 1–1   | يوفنتوس        |
| -------------------- | ----- | -------------- |
| بيير فان هويدونك 75' | تقرير | كامورانيزي 32' |

| دينامو كييف                             | 2–0   | نيوكاسل يونايتد |
| --------------------------------------- | ----- | --------------- |
| شاتسكيخ 17' · ألياكساندر خاتسكيفيتش 62' | تقرير |                 |

| نيوكاسل يونايتد | 0–1   | فاينورد           |
| --------------- | ----- | ----------------- |
|                 | تقرير | سباستيان باردو 4' |

| يوفنتوس                                                                              | 5–0   | دينامو كييف |
| ------------------------------------------------------------------------------------ | ----- | ----------- |
| ماركو دي فايو 14'، 52' · أليساندرو دل بييرو 22' · إدغار ديفيدز 67' · بافل نيدفيد 79' | تقرير |             |

| يوفنتوس                     | 2–0   | نيوكاسل يونايتد |
| --------------------------- | ----- | --------------- |
| أليساندرو دل بييرو 66'، 81' | تقرير |                 |

| فاينورد | 0–0   | دينامو كييف |
| ------- | ----- | ----------- |
|         | تقرير |             |

| نيوكاسل يونايتد | 1–0   | يوفنتوس |
| --------------- | ----- | ------- |
| أندي غريفن 62'  | تقرير |         |

| دينامو كييف                                | 2–0   | فاينورد |
| ------------------------------------------ | ----- | ------- |
| ألياكساندر خاتسكيفيتش 16' · Byalkevich 47' | تقرير |         |

| يوفنتوس               | 2–0   | فاينورد |
| --------------------- | ----- | ------- |
| ماركو دي فايو 4'، 69' | تقرير |         |

| نيوكاسل يونايتد                       | 2–1   | دينامو كييف |
| ------------------------------------- | ----- | ----------- |
| غاري سبيد 58' · آلان شيرر 69' (ركلة.) | تقرير | شاتسكيخ 47' |

| فاينورد                                   | 2–3   | نيوكاسل يونايتد                           |
| ----------------------------------------- | ----- | ----------------------------------------- |
| ماريانو بومباردا 65' · انتوني لورلينغ 71' | تقرير | كريغ بيلامي 45+1'، 90+1' · هوغو فيانا 49' |

| دينامو كييف | 1–2   | يوفنتوس                                  |
| ----------- | ----- | ---------------------------------------- |
| شاتسكيخ 50' | تقرير | مارتشيلو سالاس 53' · مارسيلو زالايتا 61' |

### المجموعة F
| Team             | Pld | W | D | L | GF | GA | GD | Pts |
| ---------------- | --- | - | - | - | -- | -- | -- | --- |
| مانشستر يونايتد  | 6   | 5 | 0 | 1 | 16 | 8  | +8 | 15  |
| باير 04 ليفركوزن | 6   | 3 | 0 | 3 | 9  | 11 | −2 | 9   |
| مكابي حيفا       | 6   | 2 | 1 | 3 | 12 | 12 | 0  | 7   |
| نادي أولمبياكوس  | 6   | 1 | 1 | 4 | 11 | 17 | −6 | 4   |

| مانشستر يونايتد | 5–2    | مكابي حيفا                 |
| --- | ------ | -------------------------- |
| ريان غيغز 10' · أوله غونار سولشار 35' · خوان سيباستيان فيرون 46' · رود فان نيستلروي 54' · دييغو فورلان 89' (ركلة.) | Report | يانيف كاتان 8' · Cohen 85' |

| نادي أولمبياكوس                                                                                                | 6–2    | باير 04 ليفركوزن                                             |
| --- | ------ | ------------------------------------------------------------ |
| توماس كلينه 27' (ه.ذ.) · ستيليوس جياناكابولوس 38' · بريدراغ دورديفيتش 44'، 64' (ركلة.)، 73' · بار زيتربيرغ 87' | Report | ديميتريوس اليفثيربولوس 22' (ه.ذ.) · بيرند شنايدر 78' (ركلة.) |

| باير 04 ليفركوزن    | 1–2    | مانشستر يونايتد           |
| ------------------- | ------ | ------------------------- |
| ديميتار برباتوف 52' | Report | رود فان نيستلروي 31'، 44' |

| مكابي حيفا                           | 3–0    | نادي أولمبياكوس |
| ------------------------------------ | ------ | --------------- |
| ياكوبو إيغبيني 27' (ركلة.)، 60'، 86' | Report |                 |

| مكابي حيفا | 0–2    | باير 04 ليفركوزن      |
| ---------- | ------ | --------------------- |
|            | Report | ماركو بابيتش 31'، 64' |

| مانشستر يونايتد                                                                                  | 4–0    | نادي أولمبياكوس |
| ------------------------------------------------------------------------------------------------ | ------ | --------------- |
| ريان غيغز 19' · خوان سيباستيان فيرون 26' · جورجيوس اناتولاكيس 66' (ه.ذ.) · أوله غونار سولشار 77' | Report |                 |

| باير 04 ليفركوزن                               | 2–1    | مكابي حيفا  |
| ---------------------------------------------- | ------ | ----------- |
| ماركو بابيتش 45' · جوان سيلفيرا دوس سانتوس 67' | Report | Pralija 53' |

| نادي أولمبياكوس                             | 2–3    | مانشستر يونايتد                                           |
| ------------------------------------------- | ------ | --------------------------------------------------------- |
| لامبوروس تشوتوس 70' · بريدراغ دورديفيتش 74' | Report | لوران بلان 21' · خوان سيباستيان فيرون 59' · بول سكولز 84' |

| مكابي حيفا                                                  | 3–0    | مانشستر يونايتد |
| ----------------------------------------------------------- | ------ | --------------- |
| يانيف كاتان 40' · Žutautas 56' · ياكوبو إيغبيني 77' (ركلة.) | Report |                 |

| باير 04 ليفركوزن                                       | 2–0    | نادي أولمبياكوس |
| ------------------------------------------------------ | ------ | --------------- |
| جوان سيلفيرا دوس سانتوس 14' · بيرند شنايدر 90' (ركلة.) | Report |                 |

| مانشستر يونايتد                                 | 2–0    | باير 04 ليفركوزن |
| ----------------------------------------------- | ------ | ---------------- |
| خوان سيباستيان فيرون 42' · رود فان نيستلروي 69' | Report |                  |

| نادي أولمبياكوس                                                | 3–3    | مكابي حيفا                                          |
| -------------------------------------------------------------- | ------ | --------------------------------------------------- |
| أليكسيس أليكساندريس 37' · Niniadis 51' · باراسكيفاس أنتزاس 79' | Report | وليد بدير 9' · ياكوبو إيغبيني 10' · يانيف كاتان 41' |

1All matches played at ملعب جي إس بي in نيقوسيا، قبرص after الاتحاد الأوروبي لكرة القدم banned international matches from being played in إسرائيل.

### المجموعة G
| Team                | Pld | W | D | L | GF | GA | GD | Pts |
| ------------------- | --- | - | - | - | -- | -- | -- | --- |
| إيه سي ميلان        | 6   | 4 | 0 | 2 | 12 | 7  | +5 | 12  |
| ديبورتيفو لاكورونيا | 6   | 4 | 0 | 2 | 11 | 12 | −1 | 12  |
| نادي لانس           | 6   | 2 | 2 | 2 | 11 | 11 | 0  | 8   |
| بايرن ميونخ         | 6   | 0 | 2 | 4 | 9  | 13 | −4 | 2   |

| بايرن ميونخ                            | 2–3    | ديبورتيفو لاكورونيا       |
| -------------------------------------- | ------ | ------------------------- |
| حسن صالحميدزيتش 57' · جيوفاني إلبر 64' | Report | روي ماكاي 12'، 45+1'، 77' |

| إيه سي ميلان           | 2–1    | نادي لانس         |
| ---------------------- | ------ | ----------------- |
| فيليبو إنزاغي 57'، 61' | Report | دانييل موريرا 75' |

| نادي لانس      | 1–1    | بايرن ميونخ     |
| -------------- | ------ | --------------- |
| جون أوتاكا 76' | Report | توماس لينكه 23' |

| ديبورتيفو لاكورونيا | 0–4    | إيه سي ميلان                                    |
| ------------------- | ------ | ----------------------------------------------- |
|                     | Report | كلارنس سيدورف 17' · فيليبو إنزاغي 33'، 55'، 62' |

| ديبورتيفو لاكورونيا                                  | 3–1    | نادي لانس         |
| ---------------------------------------------------- | ------ | ----------------- |
| روي ماكاي 41' · خوان كابديفيلا 79' · سيزار مارتن 84' | Report | دانييل موريرا 10' |

| بايرن ميونخ         | 1–2    | إيه سي ميلان           |
| ------------------- | ------ | ---------------------- |
| كلاوديو بيتزارو 54' | Report | فيليبو إنزاغي 52'، 84' |

| نادي لانس                                                    | 3–1    | ديبورتيفو لاكورونيا |
| ------------------------------------------------------------ | ------ | ------------------- |
| أداما كوليبالي 61' · دانييل موريرا 79' · أوليفييه ثوميرت 84' | Report | روي ماكاي 15'       |

| إيه سي ميلان                     | 2–1    | بايرن ميونخ      |
| -------------------------------- | ------ | ---------------- |
| سيرجينهو 11' · فيليبو إنزاغي 64' | Report | مايكل تارنات 23' |

| ديبورتيفو لاكورونيا               | 2–1    | بايرن ميونخ         |
| --------------------------------- | ------ | ------------------- |
| فيكتور سانشيز 54' · روي ماكاي 89' | Report | روكي سانتا كروز 77' |

| نادي لانس                          | 2–1    | إيه سي ميلان        |
| ---------------------------------- | ------ | ------------------- |
| دانييل موريرا 41' · جون أوتاكا 49' | Report | أندري شيفتشينكو 31' |

| بايرن ميونخ                                             | 3–3    | نادي لانس                                                |
| ------------------------------------------------------- | ------ | -------------------------------------------------------- |
| روبرت كوفاتش 6' · وارموز 19' (ه.ذ.) · ماركوس فيولنر 87' | Report | تورستن فينك 20' (ه.ذ.) · Bakari 54' · جوسلين بلانشار 90' |

| إيه سي ميلان        | 1–2    | ديبورتيفو لاكورونيا               |
| ------------------- | ------ | --------------------------------- |
| يون دال توماسون 34' | Report | دييغو تريستان 58' · روي ماكاي 70' |

### المجموعة ط
| فريق            | لعب | ف | ت | خ | له | عليه | ف.أ | نقاط |
| --------------- | --- | - | - | - | -- | ---- | --- | ---- |
| برشلونة         | 6   | 6 | 0 | 0 | 13 | 4    | +9  | 18   |
| لوكوموتيف موسكو | 6   | 2 | 1 | 3 | 5  | 7    | −2  | 7    |
| كلوب بروج       | 6   | 1 | 2 | 3 | 5  | 7    | −2  | 5    |
| غلطة سراي       | 6   | 1 | 1 | 4 | 5  | 10   | −5  | 4    |

| لوكوموتيف موسكو | 0–2   | غلطة سراي          |
| --------------- | ----- | ------------------ |
|                 | تقرير | سار 72' · إردم 81' |

| برشلونة                                    | 3–2   | كلوب بروج                        |
| ------------------------------------------ | ----- | -------------------------------- |
| لويس إنريكي 5' · مندييتا 40' · سافيولا 44' | تقرير | سيمونس 22' (ركلة.) · إنغلبرت 85' |

| كلوب بروج | 0–0   | لوكوموتيف موسكو |
| --------- | ----- | --------------- |
|           | تقرير |                 |

| غلطة سراي | 0–2   | برشلونة                       |
| --------- | ----- | ----------------------------- |
|           | تقرير | كلايفرت 27' · لويس إنريكي 59' |

| لوكوموتيف موسكو | 1–3   | برشلونة                        |
| --------------- | ----- | ------------------------------ |
| أوبيورا 56'     | تقرير | كلايفرت 29' · سافيولا 32'، 49' |

| غلطة سراي | 0–0   | كلوب بروج |
| --------- | ----- | --------- |
|           | تقرير |           |

| كلوب بروج                                               | 3–1   | غلطة سراي       |
| ------------------------------------------------------- | ----- | --------------- |
| ساندى مارتينز 45+1' · غيرت فيرهاين 72' · Sæternes 90+1' | تقرير | فابيو بينتو 56' |

| برشلونة          | 1–0   | لوكوموتيف موسكو |
| ---------------- | ----- | --------------- |
| فرانك دي بور 76' | تقرير |                 |

| غلطة سراي   | 1–2   | لوكوموتيف موسكو                      |
| ----------- | ----- | ------------------------------------ |
| حسن شاش 73' | تقرير | دميتري لوسكوف 70' · فاديم ايفسيف 75' |

| كلوب بروج | 0–1   | برشلونة     |
| --------- | ----- | ----------- |
|           | تقرير | ريكيلمي 64' |

| لوكوموتيف موسكو                                 | 2–0   | كلوب بروج |
| ----------------------------------------------- | ----- | --------- |
| جوليو سيزار دا سيلفا إي سوزا 44' · لوسكوف 90+2' | تقرير |           |

| برشلونة                                                              | 3–1   | غلطة سراي |
| -------------------------------------------------------------------- | ----- | --------- |
| غارسيا غارسيا 10' · جيرارد لوبيز 44' · جيوفاني ديبيرسون ماوريسيو 56' | تقرير | Cihan 20' |